# Palemon
Palemon (em grego clássico: Παλαίμων, em latim: Palaemon ou Palaemonius), na mitologia grega, era um dos argonautas, um reparador capaz de consertar praticamente tudo [carece de fontes?] e filho de Hefesto, de Aetolus ou de Lernus (natural de Olenus  ou Calidão).
Palemon também era coxo, assim como seu pai Hefesto, mas por causa de seu valor ninguém o desprezava, sendo colocado entre os chefes dos argonautas por Jasão.